# Céline et Julie vont en bateau
Céline et Julie vont en bateau is een Franse dramafilm uit 1974 onder regie van Jacques Rivette.

## Verhaal
Céline en Julie leren elkaar kennen in een park in Parijs. Ze besluiten om elkaar verhalen te vertellen. Céline vertelt een ongeloofwaardig verhaal, waarvan ze beweert dat het echt is gebeurd. De parallellen tussen het verhaal en de werkelijkheid maken Julie ongerust.

## Rolverdeling
| Acteur              | Personage |
| ------------------- | --------- |
| Juliet Berto        | Céline    |
| Dominique Labourier | Julie     |
| Bulle Ogier         | Camille   |
| Marie-France Pisier | Sophie    |
| Barbet Schroeder    | Olivier   |
| Nathalie Asnar      | Madlyn    |